# Bandera de Jamaica
La bandera de Jamaica presenta una creu de Sant Andreu groga en sautor, és a dir, que les extremitats de la creu ocupen els quatre cantons de la bandera. Les diagonals grogues formen quatre triangles, de color verd a la part superior i inferior i negre als laterals, que recorden els colors de la primera bandera de tres bandes verticals verda, groga i negra.
Es va adoptar el 1962 després que el país accedís a la independència dins de la Commonwealth. El simbolisme dels colors és el següent:
- El negre tradueix les dificultats del passat, però també del futur.
- El groc representa les riqueses naturals i l'esplendor del sol.
- El verd simbolitza alhora els recursos naturals i l'esperança.

## Construcció i dimensions

Plantilla de construcció de la bandera.

### Colors
Els colors de la bandera nacional es descriuen al Jamaican Information Service a través del model Pantone. La resta de codis s'han extret d'aquest model i són els següents:
| Model de color | Negre           | Groc         | Verd          |
| -------------- | --------------- | ------------ | ------------- |
| Pantone        | Pantone Black C | 1235C o 116U | 3415C o 3415U |
| RGB            | 45, 41, 38      | 255, 184, 28 | 0, 119, 73    |
| HTML           | #2D2926         | #FFB81C      | #007749       |

## Banderes històriques

Bandera colonial de Jamaica (1875–1906)
Bandera colonial de Jamaica (1906–1957)
Bandera colonial de Jamaica (1957–1962)